# Santa Hates You
Santa Hates You (trad. in italiano: "Babbo Natale ti odia"), è un gruppo musicale creato ad Amburgo nell'autunno del 2007.

I componenti e fondatori della band sono Peter Spilles (frontman e mente dei Project Pitchfork) sotto lo pseudonimo "PS" e la cantante italiana JINXY.

La loro musica si può definire dark-electro, con una spiccata vena industrial.

L'immagine e i testi del gruppo sono piuttosto provocatori e altamente ironici, senza mai scadere nel superficiale: dietro alla facciata comico-sarcastica si nascondono statement socio-critici e spunti profondi.

Il loro album d'esordio You're on the naughty list ("Sei sulla lista dei bimbi cattivi") è uscito ad Halloween del 2007.

I Santa Hates You si sono esibiti in numerosi live shows nell'ambito di prestigiosi festivals di cultura gotica, fra cui il Wave Gotik Treffen (WGT) a Lipsia e l'Infest in Inghilterra.
 Dal 2009 sono sotto contratto con la casa discografica tedesca Trisol, che ha pubblicato il singolo Rocket Heart nel 2009, l'album Crucifix Powerbomb nel 2010, e il mini album P.ost A.pocalyptic N.ude I.ndustrial C.orp sempre nel 2010.

Nell'agosto del 2011 è uscito l'album Jolly Roger, sempre con l'etichetta Trisol.

## Formazione
- Jinxy - testi, voce
- Peter Spilles - compositore, testi  e voce

## Discografia
- 2007 You're on The Naughty List  (CD)
- 2009 Rocket Heart (MCD)
- 2010 Crucifix Powerbomb (CD)
- 2010 P.ost A.pocalyptic N.ude I.ndustrial C.orps (EP)
- 2011 Jolly Roger (CD)
- 2012 It's Alive! (CD)